# Caffeicoltura in Brasile

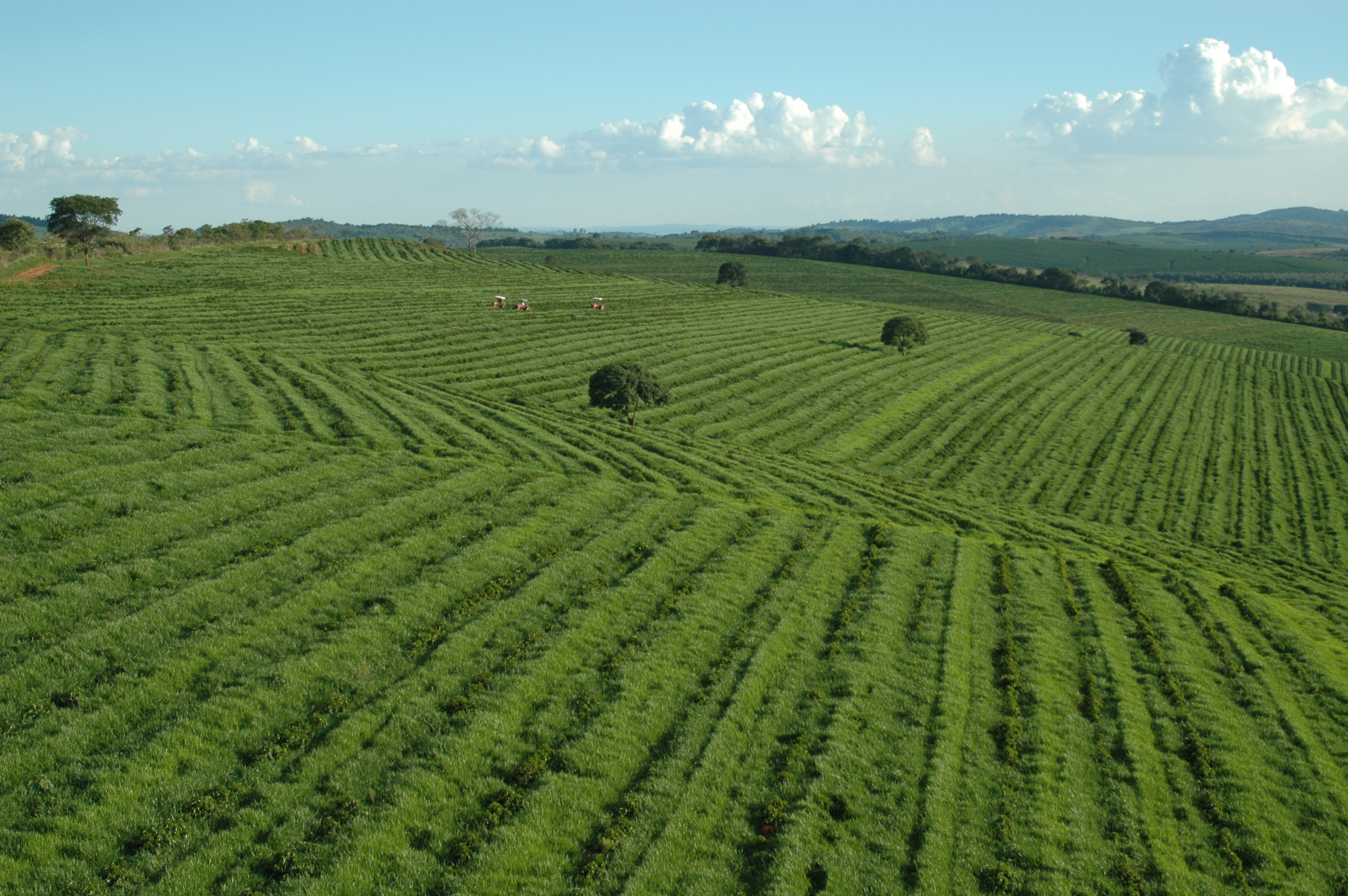
Fazenda a Santo Antônio do Amparo.

La caffeicoltura in Brasile è direttamente responsabile di circa 1/3 della produzione mondiale di caffè, rendendo in tal modo il paese di gran lunga il maggiore produttore globale; una posizione questa che ha continuato a mantenere da più di 150 anni. Nel 2010 ha rappresentato il 36,14% della produzione globale, in accordo con i dati dell'International Coffee Organization. Nel 2012 sono stati raggiunti e superati i 50 milioni di sacchi per un totale realizzato di 3 milioni di tonnellate, contro i 2,4 milioni del 2009 e i 2 609 040 del 2011.
Le piantagioni, che coprono pressappoco 27 000 km², si trovano principalmente negli Stati federati del Brasile inclusi nella Regione Sud del Brasile e nella Regione Sudest del Brasile; Minas Gerais, San Paolo e Paraná, laddove l'ambiente e il clima offrono le condizioni ideali per la crescita della coltivazione.
Le specie coltivate sono Coffea canephora (4,26% di export nel 2009) e Coffea arabica (70% nel 2007) con un'area complessiva che copre 2 339 630 ettari. Il numero di "ciliegie di caffè" (bacche verdi) viene suddiviso per la torrefazione, il caffè decaffeinato e il caffè solubile istantaneo ("International Coffee Agreement" del 2007).
I primi raccolti si ottennero durante la prima metà del XVIII secolo nella Colonia del Brasile; entro gli anni 1840 l'Impero del Brasile era diventato il paese dominante nella caffeicoltura. Il caffè brasiliano ha prosperato sin dall'inizio del XIX secolo, soprattutto da quando grandi masse di immigrati provenienti dall'Europa meridionale e dall'Europa orientale (tra cui molti italiani) giunsero per andare a lavorare nelle piantagioni.
La produzione mondiale toccò il suo vertice negli anni 1920, quando il Brasile offriva il 100% del caffè mondiale, per poi declinare in maniera graduale ma costante a partire dagli anni 1950 a causa della sempre maggiore produttività di altre nazioni.

## Storia

La Colonia del Brasile verso la fine del XVIII secolo.

La Coffea non è nativa delle Americhe, ma vi è stata importata a seguito del colonialismo europeo. Il primo cespuglio di caffè venne trapiantato dal sergente portoghese Francisco de Melo Palheta nell'odierno Stato di Pará nel 1727.
La leggenda vuole che i portoghesi stessero cercando un fusto della pianta nel tentativo di entrare a far parte del nascente mercato, ma non poterono ottenere i semi dalla confinante Guyana francese a causa della ferrea volontà del governatore di non esportarli. Palheta fu inviato in missione diplomatica per cercare di risolvere una controversia sorta sulla questione dei confini; al ritorno portò con sé di contrabbando alcuni chicchi dopo aver sedotto la moglie del governatore francese la quale gliene consegnò segretamente un sacchetto.
Il caffè si diffuse raggiungendo il territorio di Rio de Janeiro nel 1770, ma rimase un prodotto rivolto esclusivamente al consumo interno; questo fino all'inizio del XIX secolo quando la domanda statunitense ed europea crebbe a dismisura, creando in tal modo il primo "boom del caffè". Questo ciclo andò approssimativamente dai primi anni 1830 agli anni 1850, contribuendo almeno in parte alla crescita della schiavitù in Brasile, ma anche ad una maggiore industrializzazione.
Le piantagioni degli Stati di Rio, San Paolo e Minas Gerais si ampliarono rapidamente nel corso degli anni 1820; alla fine del decennio venne a rappresentare il 20% della produzione mondiale. A partire dagli anni 1830 il caffè diventò la prima esportazione dell'Impero del Brasile, giungendo a rappresentare il 30% della raccolta globale. Negli anni 1840 sia la quota delle esportazioni che la produttività totale toccò il 40%, facendo del paese il maggiore coltivatore di caffè al mondo.
|           | Zucchero | Cotone | Caffè | Altro |
| --------- | -------- | ------ | ----- | ----- |
| 1821–1830 | 30,1     | 20,6   | 18,4  | 30,9  |
| 1831–1840 | 24,0     | 10,8   | 43,8  | 21,4  |
| 1841–1850 | 26,7     | 7,5    | 41,4  | 24,4  |
| [ 15 ]    |          |        |       |       |

La primitiva industria caffeicola rimase fortemente ancorata alla dipendenza dalla manodopera costituita dagli schiavi; nella prima metà del XIX secolo la tratta atlantica degli schiavi africani condusse oltreoceano più di 1,5 milioni di persone, le quali subirono la deportazione per essere inserite come forza lavoro gratuita nelle piantagioni imperiali.
Quando la tratta negriera fu bandita nel 1850 i piantatori cominciarono a ricercare sempre più gli immigrati europei che arrivavano in gran numero; in tal modo la domanda dei grandi proprietari terrieri venne soddisfatta. Tuttavia il commercio interno degli schiavi proseguì, soprattutto con la Regione Nord del Brasile, fino a quando lo schiavismo non fu definitivamente abolito nel 1888.
Il secondo boom si svolse tra gli anni 1880 e 1930, corrispondente al periodo della politica brasiliana conosciuta come "caffè con latte"; il nome si riferisce alle industrie dominanti degli Stati più evoluti: il "caffè Paulista" e il latte del Minas Gerais. La Zona da Mata e la Central Mineira aumentarono la coltivazione di caffè del 90% durante gli anni 1880 e di un altro 70% negli anni 1920. La maggior parte degli agricoltori e contadini rimasero Afro-latinoamericani, inclusi gli ex schiavi.

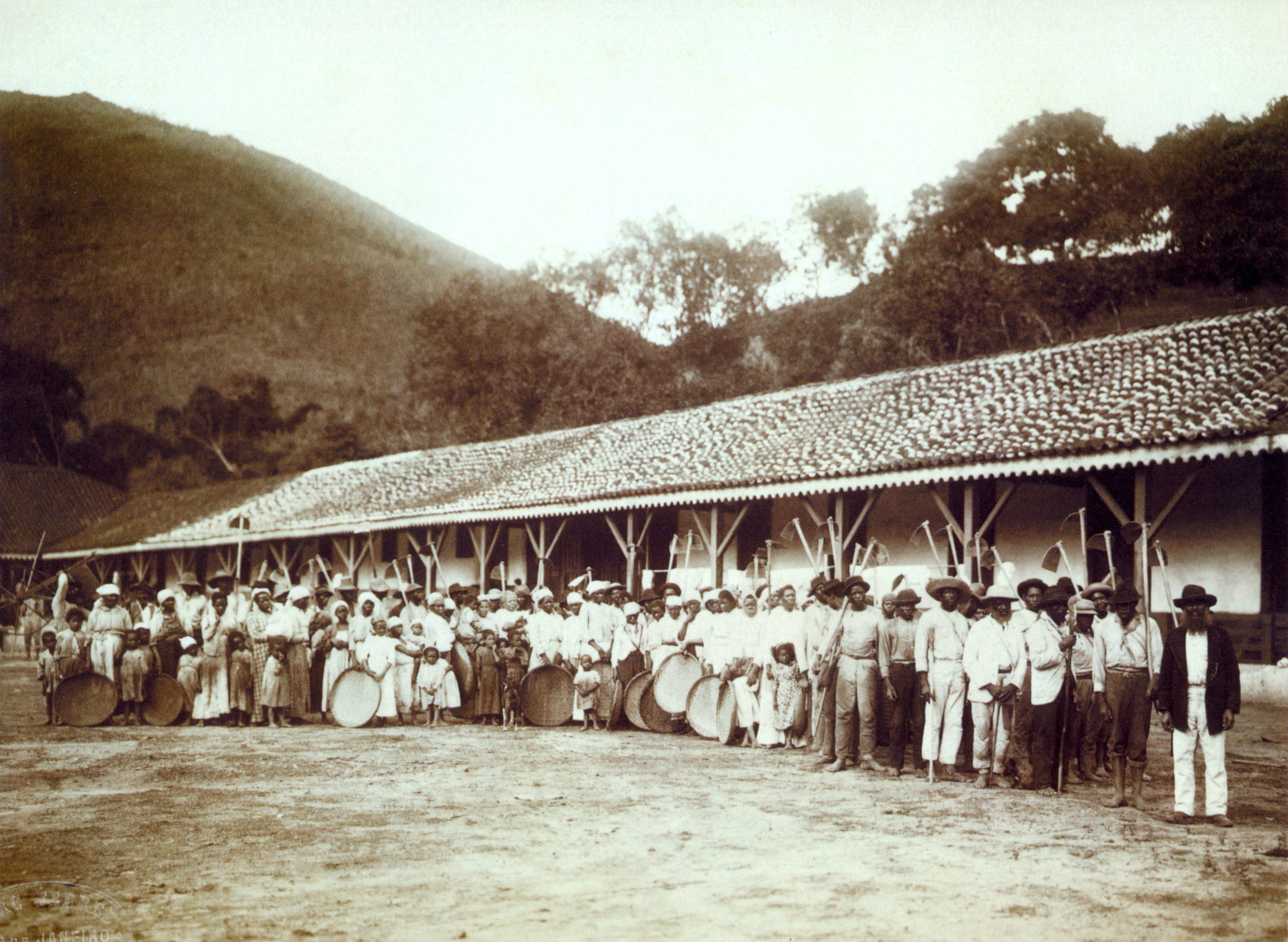
Schiavi Afro-latinoamericani in fila in una fazenda nel 1885.

Ma anche buon numero di migranti italiani, spagnoli e giapponesi contribuirono a fornire l'indispensabile lavoro, sempre disponibile grazie alle continue espansioni delle piantagioni. Un efficiente sistema di ferrovia sarà costruito appositamente per portare i chicchi sul mercato (innanzitutto lo scalo marittimo di Santos), ma fornì anche un trasporto interno essenziale sia per le merci che per i passeggeri, nonché per creare un'ampia classe operaia qualificata.
L'industria del caffè in pieno accrescimento attrasse milioni di immigrati e finì col trasformare San Paolo da una cittadina di piccole dimensioni nel più grande centro industriale dl mondo in via di sviluppo; la sua popolazione ammontò a 30 000 nel 1850, salì a 90 000 nel 1890 fino a toccare le 240 000 unità nel 1900. Con un milione di abitanti nel 1930 San Paolo superò Rio de Janeiro come centro urbano più grande della nazione, diventando anche il più importante polo industriale.

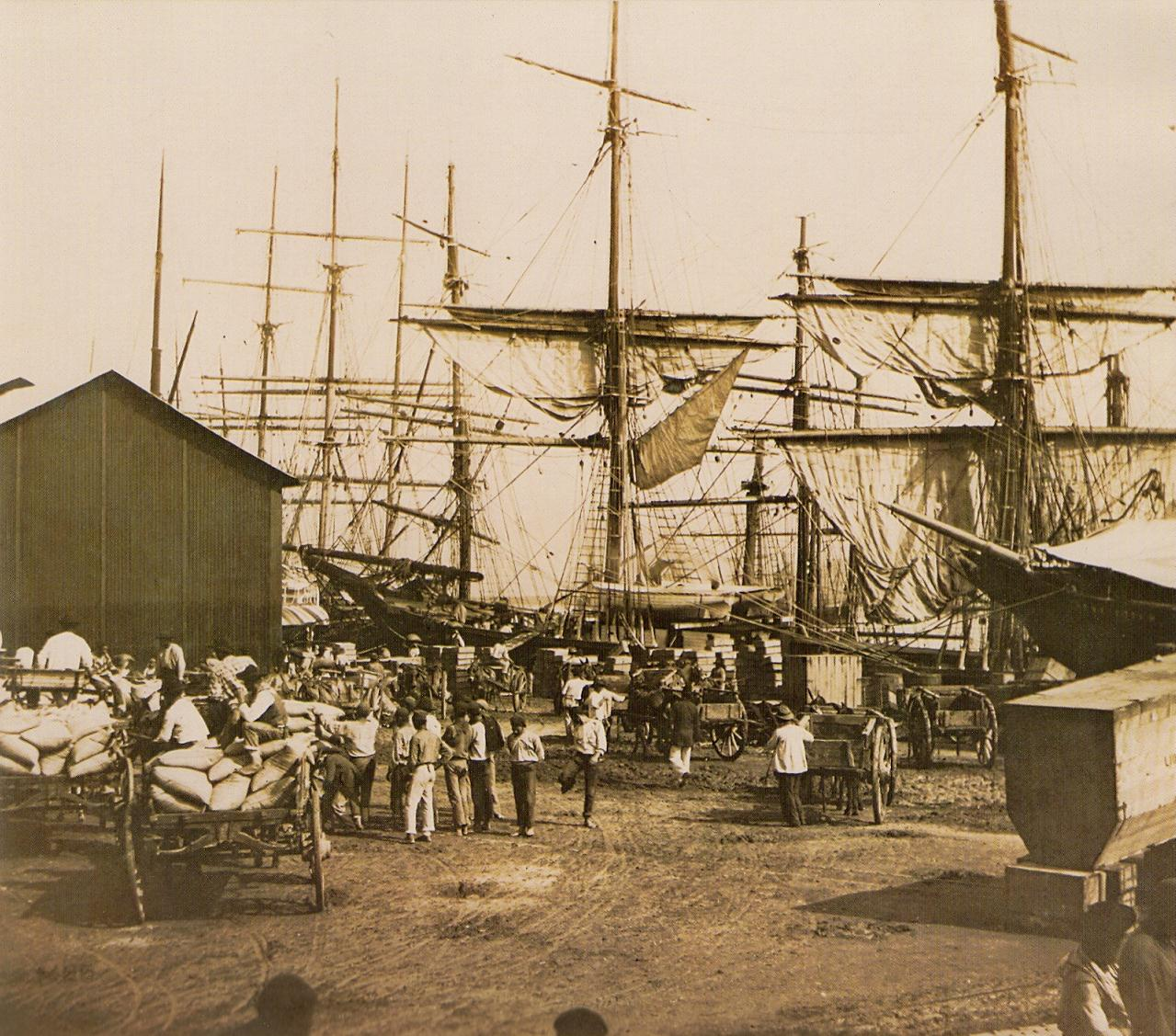
Carri carichi di sacchi di caffè in attesa al porto di Santos (anni 1880).

All'inizio del XX secolo il caffè rappresentava il 16% del PIL brasiliano e i 3/4 dei suoi guadagni ricavati dall'esportazione. I coltivatori e i commercianti svolsero un ruolo importante nella politica; vari storici prospettano l'ipotesi che siano in realtà stati gli attori più potenti del sistema. La "valorizzazione" o "piano di conservazione" del 1906 è uno degli esempi maggiori e più chiari della fortissima influenza sulla politica federale che lo Stato di San Paolo riuscì ad ottenere per merito della caffeicoltura.
La sovrapproduzione in quel primo scorcio del nuovo secolo aveva fatto abbassare i prezzi; per proteggere l'economia caffeicola e gli interessi delle élite locali il governo varò un ferreo piano di controllo dei prezzi, acquistando abbondanti raccolti e tenendoli fermi con l'intenzione di rivenderli sul mercato internazionale in un'occasione migliore. Questo regime innescò un aumento temporaneo del valore del caffè e promosse la continua espansione della produzione.
Lo schema messo a punto da questa "valorizzazione" riuscì pienamente dalla prospettiva delle piantagioni, ma condusse altresì in direzione di un sovraccarico globale il quale non fece altro che aumentare i danni prodotti dalla crisi durante la Grande depressione. Negli anni 1920 il Brasile aveva un ruolo di quasi monopolio nel mercato globale, venendo a fornire quasi l'80% di tutto il caffè del mondo.

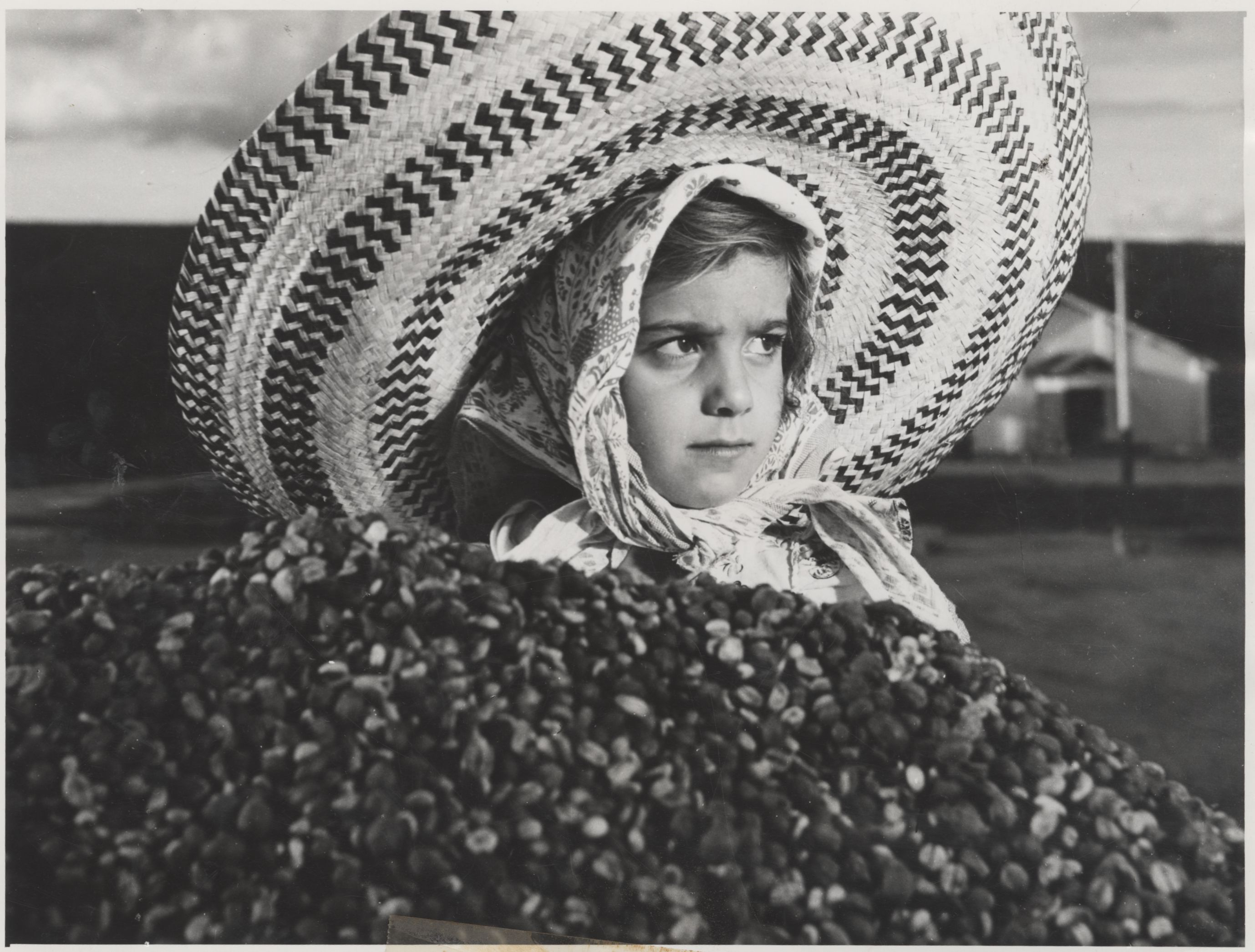
Una giovane agricoltrice brasiliana seleziona i chicchi più maturi di caffè (1961)

A partire dagli anni 1950 la quota di mercato del paese è costantemente diminuita, a causa di una sempre maggiore disponibilità. Nonostante le azioni dirette e i tentativi governativi volti a far diminuire la dipendenza del settore delle esportazioni da un'unica coltura, il caffè ha rappresentato ancora il 60% di tutto export alla fine degli anni 1960.

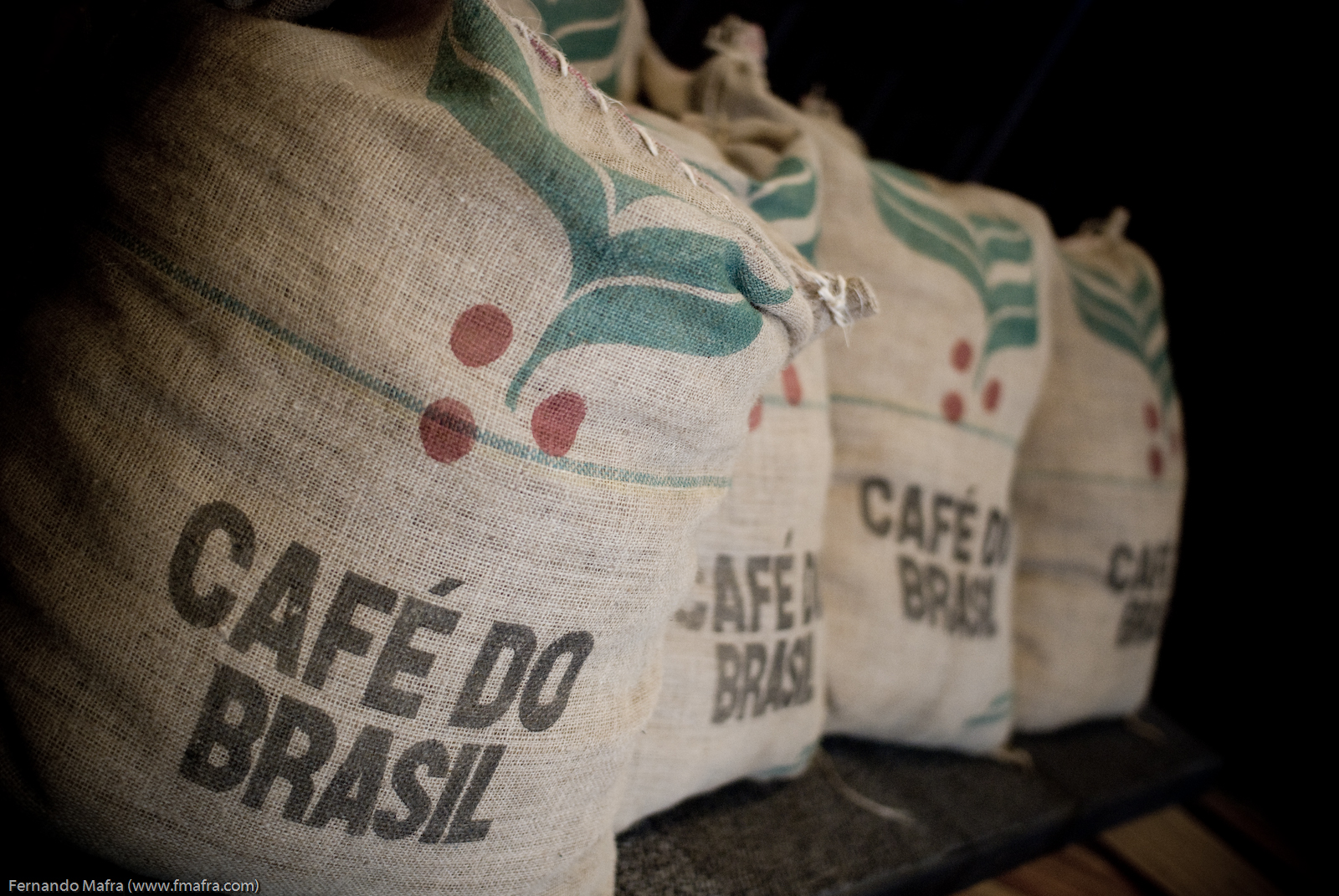
Sacchi di caffè brasiliano.

### Storiografia
Prima degli anni 1960 gli storici generalmente ignorarono l'industria del caffè in quanto considerata non abbastanza rappresentativa; oltretutto nel periodo coloniale essa rimase ampiamente minoritaria. Ma già a quell'epoca esistette un movimento denominato "Coffee Front" il quale spinse la deforestazione sempre più verso occidente; a causa di tale transitorietà la ceffeicoltura non venne profondamente incorporata nella storia coloniale di nessuna località.
Immediatamente dopo l'indipendenza le piantagioni si associarono strettamente allo schiavismo e sono state pertanto considerate come un indicatore di sottosviluppo o tutt'al più di oligarchia economico-politica, non quindi allo sviluppo moderno dello Stato e della società civile. Attualmente invece ne viene riconosciuta ampiamente l'importanza tramite una fiorente letteratura accademica.

### Deregulation
La modifica di gusti dei consumatori in direzione di un caffè di qualità superiore anche se meno abbondante ha scatenato un forte disacordo sulle quote d'esportazione stabilite dall'"Accordo internazionale sul caffè" verso la fine degli anni 1980; secondo le quote tracciate nel 1983 la modifica ha aumentato il valore del prodotto più leggero a scapito delle varietà tradizionali. Il Brasile in particolare ha rifiutato di ridurre la propria percentuale produttiva credendo che ciò avrebbe abbassato anche la sua quota di mercato.
I consumatori, guidati dagli Stati Uniti d'America, hanno preteso una qualità migliore e il termine della vendita a nazioni non membri dell'accordo export-import a tassi ridotti; i funzionari statunitensi hanno inoltre criticato il Brasile anche per il suo non essere disposto ad accettare una riduzione delle quote nonostante il fatto che il mercato globale fosse in ribasso già dai primissimi anni 1980.
Jorio Dauster, direttore dell'"Istituto del caffè brasiliano" controllato dalle partecipazioni statali, credeva che il paese sarebbe comunque riuscito a superare la fase critica anche senza avere il sostegno del patto comune; non essendo riusciti a trovare una via di compromesso in modo tempestivo l'intesa si è dissolta nel 1989. Come sua immediata e più diretta conseguenza l'"Istituto", che controllava in precedenza il prezzo regolandolo tra la crescita produttiva e quella d'esportazione, è stato abolito per limitare l'ingenerenza governativa a favore del libero mercato.
Fino a questo momento l'industria aveva semplicemente trascurato la gestione del controllo qualitativo in quanto le normative vigenti favorivano le economie di scala. Attualmente i piantatori hanno invece cominciato ad esplorare i segmenti di pregio superiore in netto contrasto con la qualità che era sempre stata tradizionalmente minore.

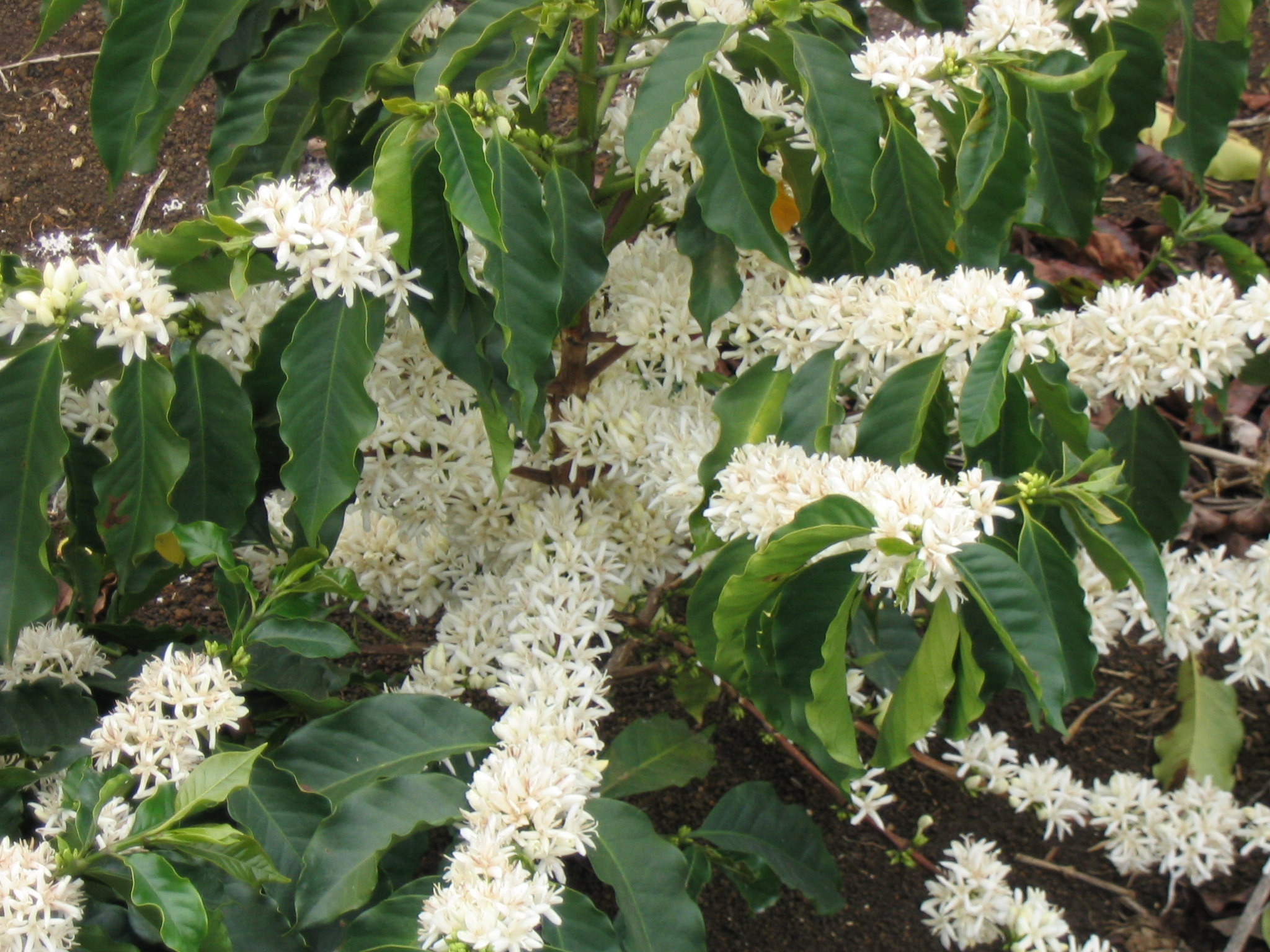
Infiorescenza di Coffea arabica brasiliana.

## Produzione
Coffea arabica
     Coffea canephora ("Robusta")

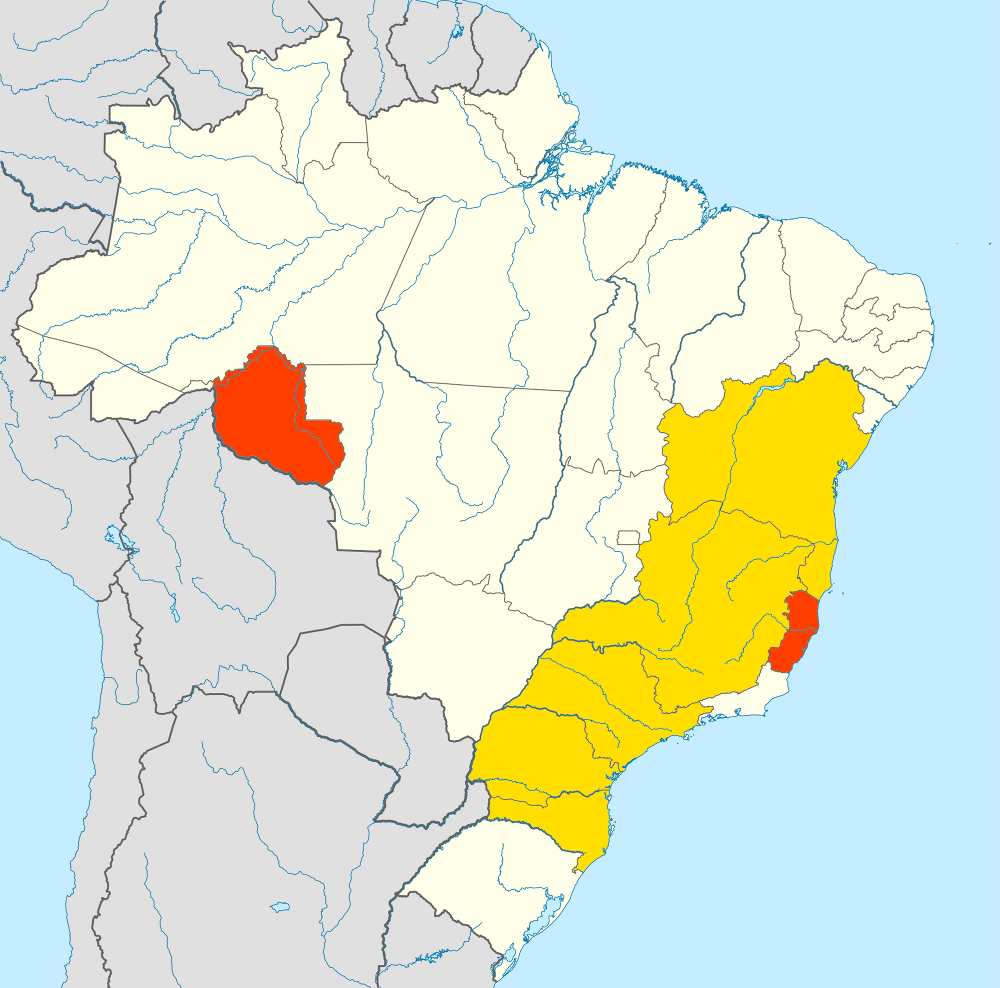
Mappa delle principali regioni caffeicole brasiliane
Coffea arabica
Coffea canephora ("Robusta")

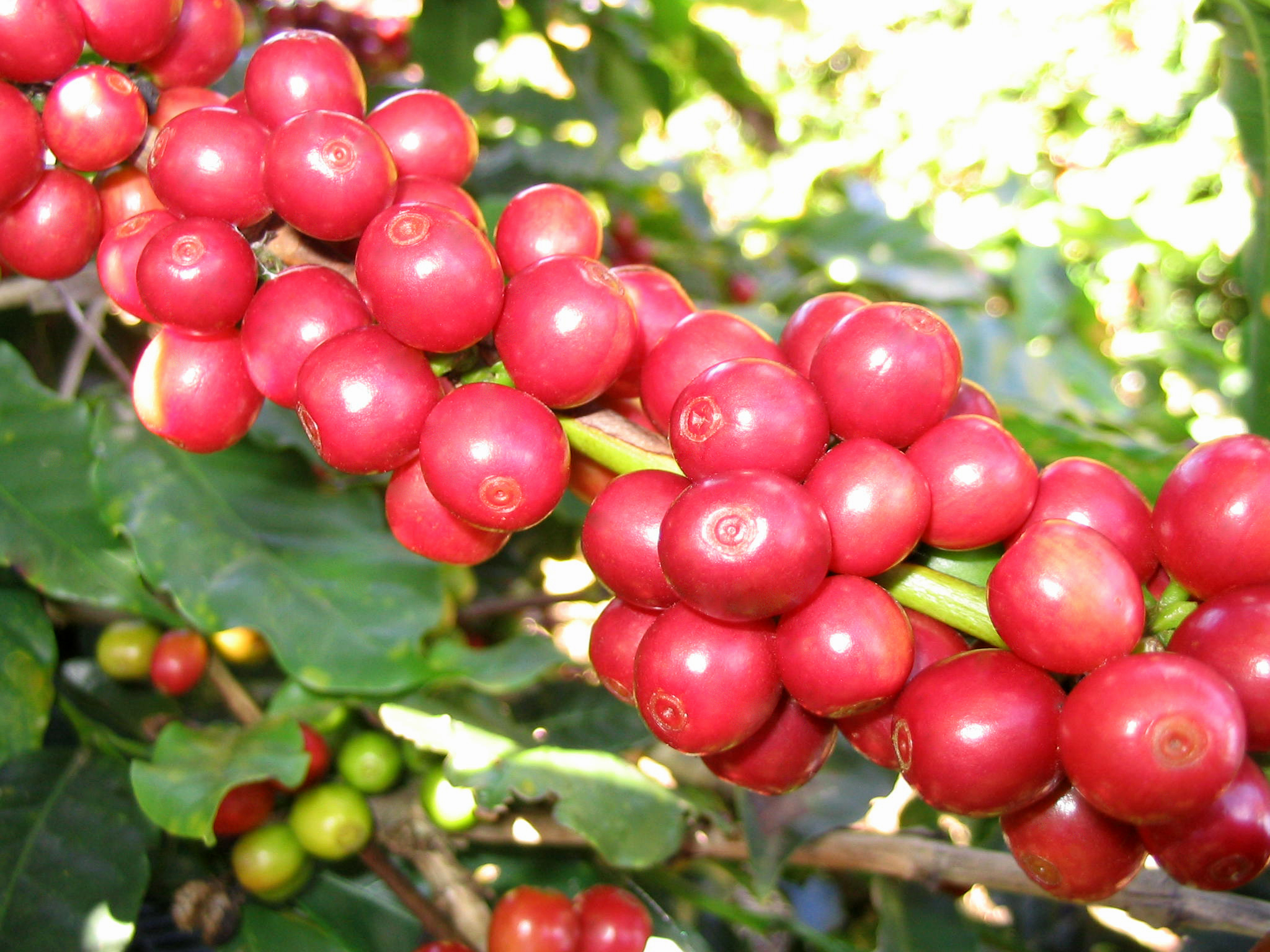
Drupe rosso ciliegia di Coffea arabica brasiliana.

I 6 Stati federati del Brasile con più ampio spazio dato alla coltura caffeicola sono Minas Gerais (1,22 milioni di ettari); Espírito Santo (433 000); San Paolo (216 000); Bahia (171 000); Rondônia (95 000); e Paraná (49 000).
Il Brasile è stato il più grande produttore mondiale di caffè negli ultimi 150 anni e attualmente produce circa 1/3 di tutto il caffè mondiale consumato; nel 2011 si è classificato come leader mondiale nella coltivazione di "caffè verde" seguito da Vietnam, Indonesia e Colombia. Il paese è senza rivali nella produzione totale di "caffè verde", Coffea arabica e caffè istantaneo.
Nello stesso anno la raccolta è stata pari a 2,6 milioni di tonnellate, più del doppio rispetto al Vietnam, che si trova in 2ª posizione. Circa 3,5 milioni di persone sono coinvolte nell'industria, soprattutto nelle zone rurali.

## Export

### Prezzi
Non esiste tassazione sulle esportazioni di caffè dal Brasile, mentre l'importazione di caffè verde e tostato viene tassato del 10% e quella del caffè solubile del 16%; il caffè non elaborato può essere esportato senza dazio nei tre mercati più grandi: gli Stati Uniti d'America, l'Unione europea e il Giappone.
Il caffè trasformato come i chicchi tostati, il caffè istantaneo e il caffè decaffeinato viene tassato al 7,5% nell'UE e al 10% in Giappone. Le esportazioni verso gli Stati Uniti sono invece del tutto prive di tariffe.

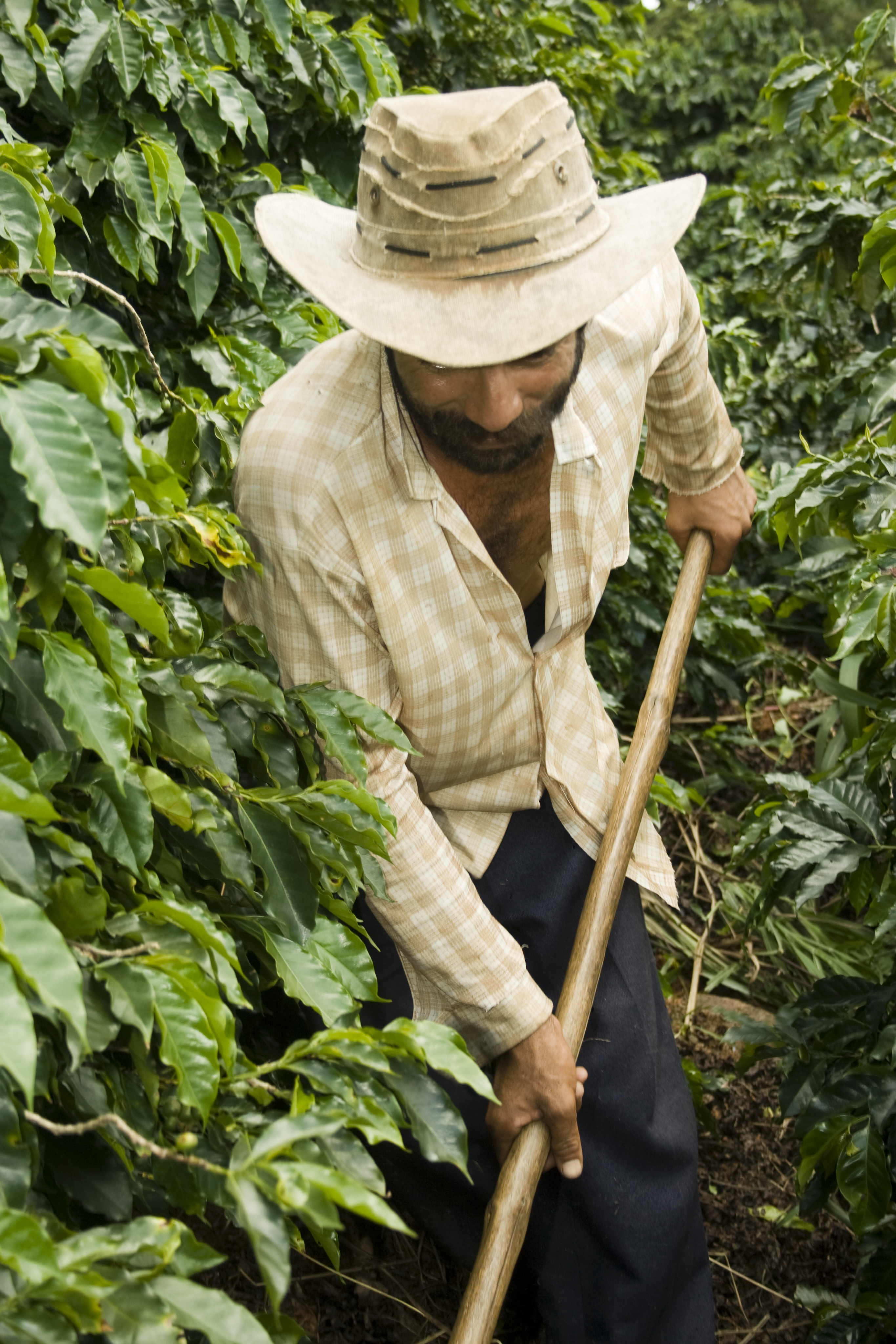
Un agricoltore brasiliano in una piantagione di caffè.

## Note

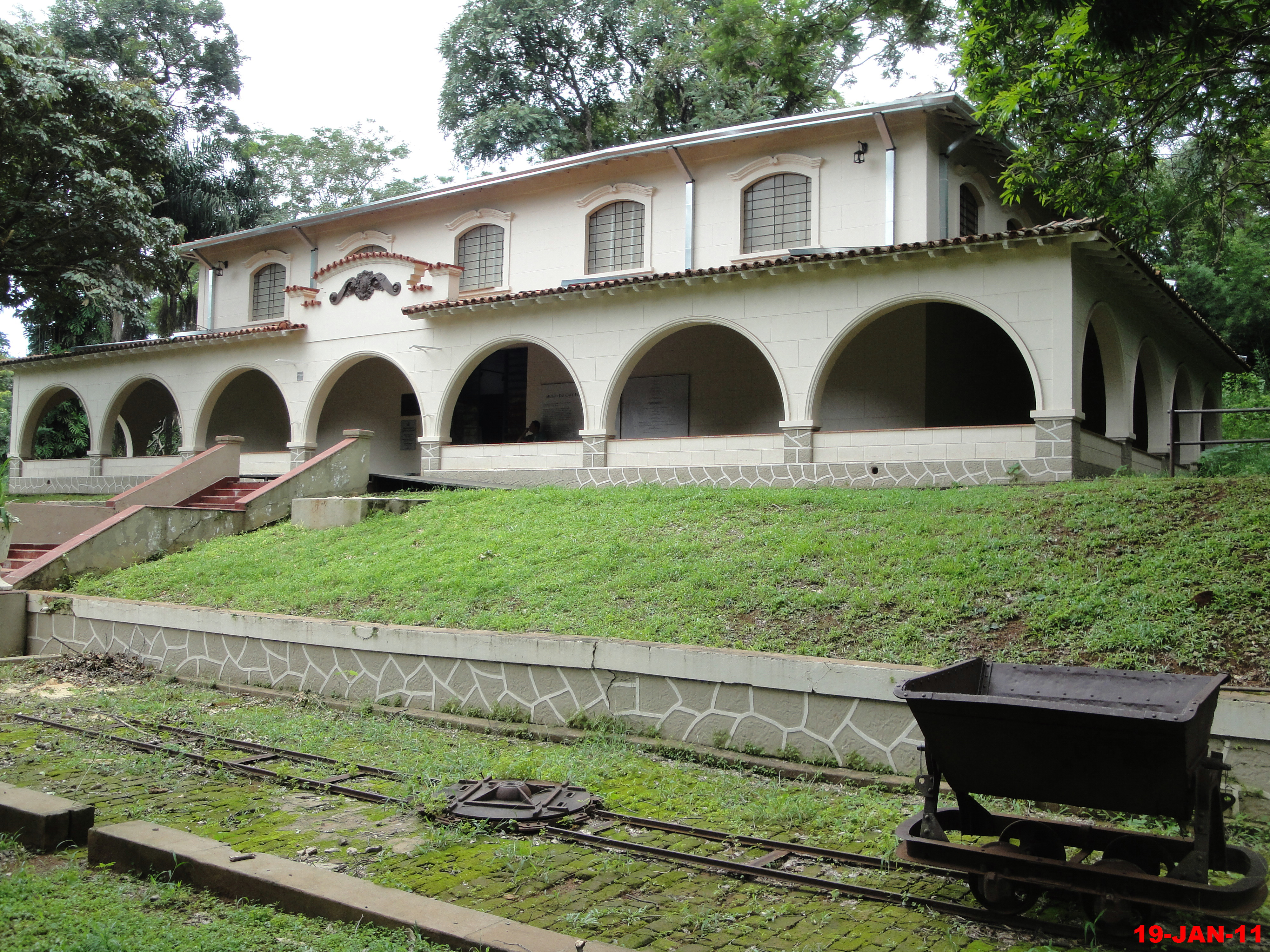
Il "Museo del caffè" a Ribeirão Preto.

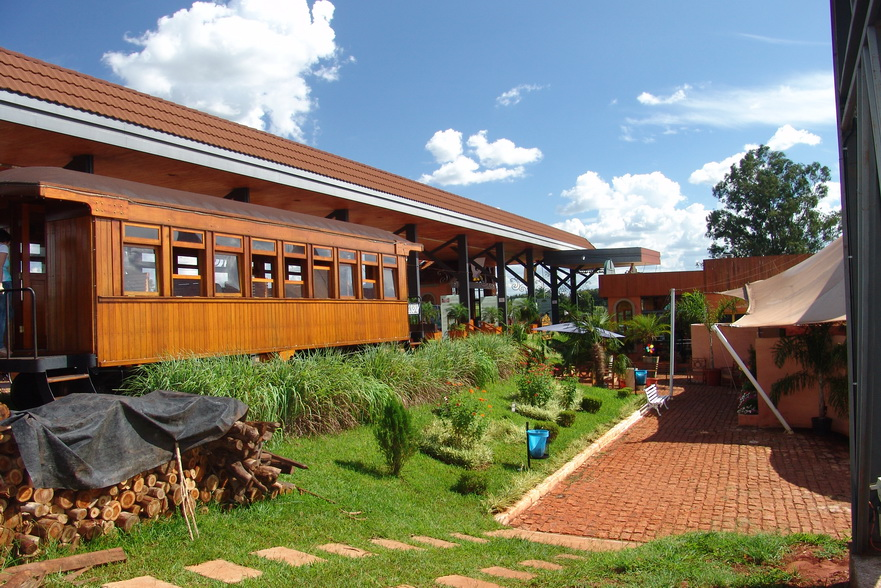
Cortile del "Museo del caffè" a Santa Cruz do Rio Pardo.